# 福山大学
福山大学（ふくやまだいがく、英語:Fukuyama University）は、広島県福山市に本部を置く、日本の私立大学である。広島県福山市と広島県尾道市にキャンパスがある。略称は福大である。
2024年（令和6年）4月より、工学部の「スマートシステム学科」を「電気電子工学科」に、生命工学部の「生物工学科」を「生物科学科」に、「生命栄養科学科」を「健康栄養科学科」にと、3つの学科名を変更する（2024年4月時点で3つの学科の1年生から4年生の全学年が対象）。

## 概観

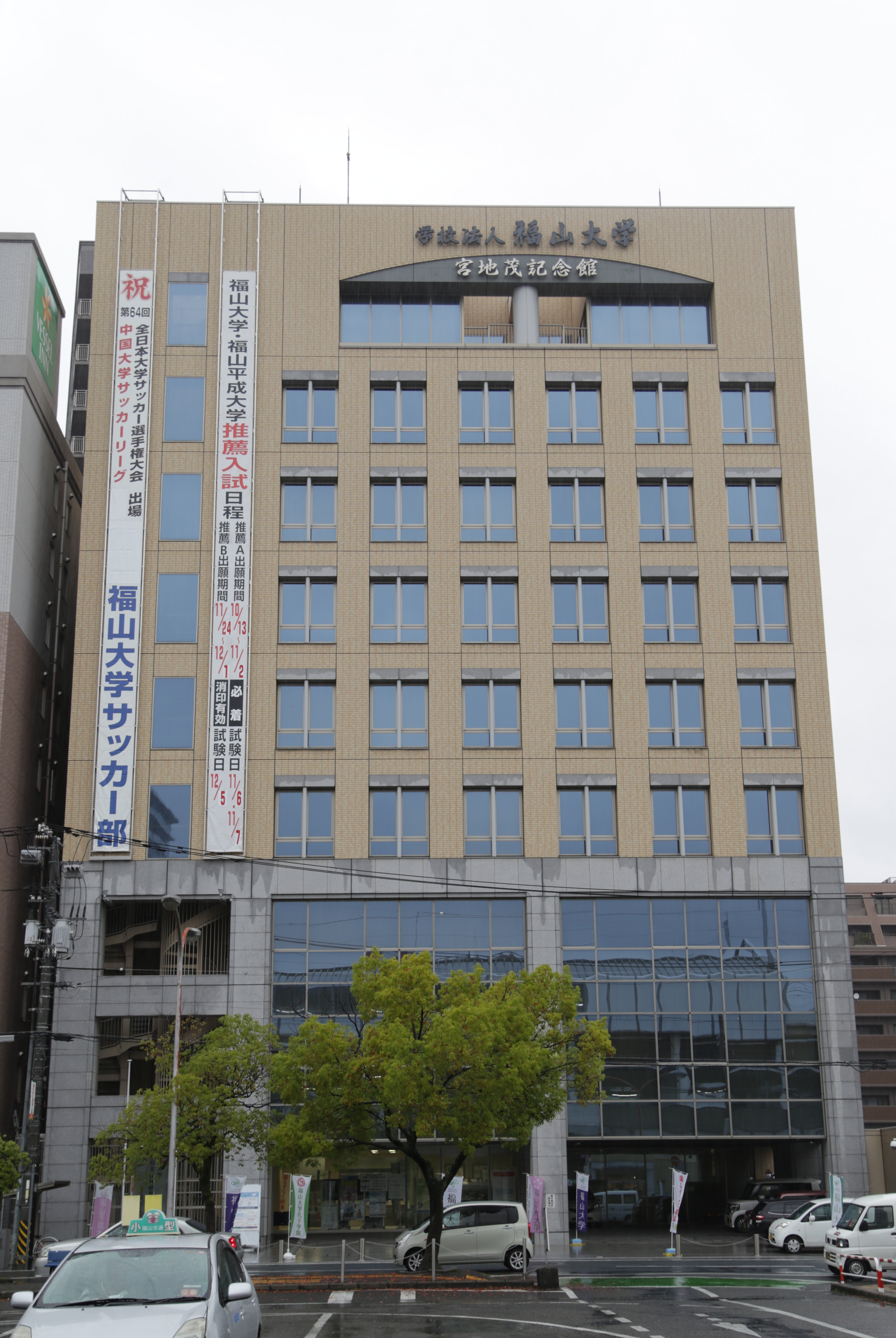
社会連携推進センター（福山駅北口）

### 大学全体と姉妹校
開学は1975年である。現在は、経済学部、人間文化学部、工学部、生命工学部、薬学部の5学部を持つ総合大学である。また、大学院には、経済学研究科、人間科学研究科、工学研究科、工学研究科生命工学系、薬学研究科の5研究科がある。キャンパスの所在地は、広島県福山市東村町三蔵985（通称「福山市学園町1番地三蔵」）と、広島県尾道市因島大浜町452−10である。関連施設として、広島県福山市のキャンパス敷地内に女子学生寮（爽風館）がある。また、広島県福山市丸之内1丁目2番40に、学校法人福山大学社会連携推進センターがある。姉妹校として、同じ学校法人福山大学を設置者とする福山平成大学がある。

### 建学の精神

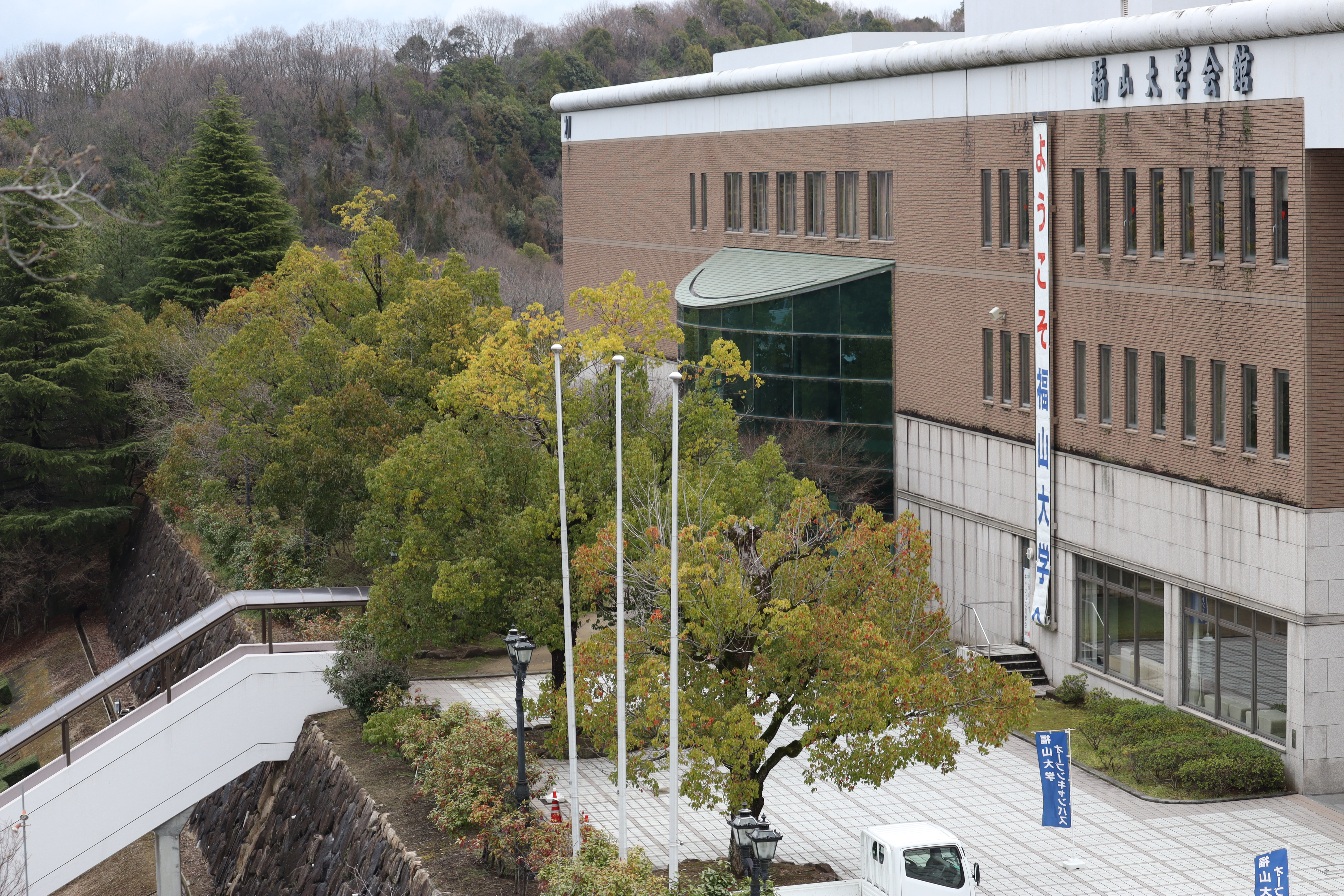
大学会館(キャンパス内)

福山大学は、地域社会に広く開かれた大学として、学問にのみ偏重するのではなく、真理を愛し、道理を実践する知行合一の教育によって、人間性を尊重し、調和的な人格陶冶を目指す全人教育を行う。この建学の精神は、次の三蔵五訓としての教育の理念と一体である。
三蔵五訓
1. 真理を探究し、道理を実践する。
2. 豊かな品性を養い、不屈の魂を育てる。
3. 生命を尊重し、自然を畏敬する。
4. 個性を伸展し、紐帯性を培う。
5. 未来を志向し、可能性に挑む。

### 使命・目的
福山大学は，教育基本法の精神に則り，学校教育法の定めるところに従い，広く知識を授けるとともに深く専門の学芸を教授・研究し，知的・道徳的及び応用的能力を展開させ，人格円満で教養の高い有為な人材を育成することを目的としている。また, 本学の知的資源を提供することによって地域社会の発展に寄与するとともに, 地域から国際社会につながる未来創造人を育成することを使命としている。

### 教育理念・教育目的
福山大学は、信頼と愛に基づく人間関係を育む＜心情と愛の教育＞、人の生命を尊重し自然を畏敬する＜人間と自然を尊ぶ教育＞、理論と実践とをつなげる＜知行合一の教育＞により、豊かな人間性を基盤に調和のとれた人格陶冶を目指す「全人教育」を教育理念としている。
この教育理念を実践するために、次の教育目的を定めている。
1. 真理の探究と道理の実践：普遍的な真実を探究し、道義を実践する人を育成する。
2. 豊かな品性と強い意志の涵養：豊かな教養に基づいた品性を有し、強い意志を持って行動する人を育成する。
3. 生命と自然の尊重：生命を尊重し、自然を敬う人を育成する。
4. 個性の発揮と信頼に基づく人間関係の構築：互いの個性を伸ばしあい、敬愛の念と信頼に基づいた人間関係を構築できる人を育成する。
5. 可能性への挑戦：未来を志向し、新たな可能性へ挑戦しつづける人を育成する。
6. 地域社会の発展への貢献：社会の幅広い分野で活躍し、豊かな地域づくりに貢献できる人を育成する。

### 特色
- 広島県福山市のキャンパスは、総面積が 241493.91平方メートルあり、約40棟の施設があり、図書館、大学会館、サッカー場、野球場、未来創造館、女子学生寮（爽風館）などの教育・研究施設が整備されている[2]。

- 広島県尾道市のキャンパスに、マリンバイオセンター水族館があり、2022年度時点で、90種の生物を飼育している[2]。

- 東村葡萄園にてワイン醸造のための葡萄園を運営している。その面積は1254平方メートルである[2]。
- 数理・データサイエンス・AIを体系的に学び、これらを日常の生活や学業で活用できることができる能力を育成する正課の課程として「福山大学数理・データサイエンス・ＡＩプログラム（リテラシーレベル）ならびに（応用基礎レベル）」を開設している[5]。これは、令和4年度に、文部科学省の「数理・データサイエンス・ＡＩ教育プログラム（リテラシーレベル・応用基礎レベル）」として認定されており、認定有効期限は令和9年3月31日である[6]。
- 薬学部では、全国の薬科大学・薬学部初となる[いつ?]、大学内でのモデル薬局を設置した。現在では、無菌室、TDM（薬物血中濃度モニタリング）室、および薬学部図書館と連結した医薬品情報室を増設し、病院薬局業務のほとんど全てを行うことが可能である。また、1994年度（平成6年度）から、町の保険薬局（患者からの処方箋を受け取り調剤する薬局）での実習を大学の正規の科目として実施している。薬剤師国家試験では、毎年高い合格率を誇っている[要出典]。

## 沿革

### 年表
- 1975年（昭和50年） 福山大学開学。経済学部経済学科、工学部電子・電気工学科、土木工学科を設置。
- 1976年（昭和51年） 工学部建築学科を設置。
- 1979年（昭和54年） 大学院工学研究科を設置。
- 1982年（昭和57年） 薬学部薬学科、生物薬学科を設置。
- 1986年（昭和61年） 工学部情報処理工学科、生物工学科を設置。
- 1987年（昭和62年） 大学院薬学研究科を設置。
- 1989年（平成元年） 経済学部経営情報学科、工学部食品工学科を設置。
- 1991年（平成3年） 大学院経済学研究科、工学部機械工学科を設置。
- 1994年（平成6年） 経済学部経営情報学科を分離し、福山平成大学が開学。
- 1996年（平成8年） 経済学部国際経済学科を設置。
- 1998年（平成10年） 工学部海洋生物工学科を設置。
- 2000年（平成12年） 人間文化学部人間文化学科、環境情報学科を設置。
- 2002年（平成14年） 工学部応用生物科学科（食品工学科を1999年に改称）・海洋生物工学科を改組し、生命工学部を設置。
- 2004年（平成16年） 人間文化学部心理学科を設置。
- 2006年（平成18年） 経済学部税務会計学科を設置。薬学部を6年制に移行。
- 2007年（平成19年） 工学部建築・建設学科開設、人間文化学部メディア情報文化学科開設、大学院人間科学研究科心理臨床学専攻修士課程開設
- 2008年（平成20年） 福山駅北口前に宮地茂記念館竣工。同館内に福山大学孔子学院及び社会連携研究推進センターを開設。
- 2009年（平成21年） 工学部電子・電気工学科を電子・ロボット工学科に名称変更。
- 2013年（平成25年）
  - 9月20日 工学部新棟が完成し、完成式[7]。
  - 9月30日 福山市と包括協定（地域振興、人材育成などで連携）、調印式[8]。
- 2014年（平成26年） 工学部電子・ロボット工学科をスマートシステム学科に名称変更。工学部建築・建設学科を建築学科に名称変更。
- 2016年（平成28年） 人間文化学部メディア情報文化学科をメディア・映像学科に名称変更。
- 2020年（令和2年） 未来創造館竣工（12月）。

## 基礎データ

### キャンパス

#### ・本学キャンパス（広島県福山市学園町１番地三蔵）
すべての学部・研究科。

#### ・因島キャンパス（広島県尾道市因島大浜町４５２−１０）
内海生物資源研究所（マリンバイオセンター）、マリンバイオセンター水族館

### 象徴

#### 大学のシンボル
- 欅の葉

#### 大学のシンボルマーク
- 大学のシンボル「欅の葉」がモチーフとなっている。5つの形の異なる葉は個性ある5つの学部を表している。一般公募によるデザインで2012年に選定された。

#### 妖精
- ふくりん
福山大学15号館の時計台に住む女の子の妖精。

#### 校歌
- 福山大学の歌（作詞：宮地茂、作曲：真篠将）

#### 応援歌
- 福山大学応援歌（作詞：宮地茂、作曲：三好啓士）

## 教育および研究

### 学部
- 薬学部（6年制）
  - 薬学科
- 経済学部
  - 経済学科
    - 総合経済コース
    - 金融経済コース
    - スポーツマネジメントコース

  - 国際経済学科
  - 税務会計学科
    - 備後経済コース
    - ビジネス・マネジメントコース
- 人間文化学部
  - 人間文化学科
  - 心理学科
  - メディア・映像学科
- 工学部
  - スマートシステム学科
  - 建築学科
    - 建築コース
    - 生活環境デザインコース

  - 情報工学科
  - 機械システム工学科
    - 機械システムコース
    - 自動車システムコース
- 生命工学部
  - 生物工学科
  - 生命栄養科学科
  - 海洋生物科学科
    - 資源利用育成コース
    - フィールド生態環境コース
    - アクアリウム科学コース
    - 水産食品科学コース

### 研究科
- 薬学研究科
  - 医療薬学専攻（博士課程）
- 経済学研究科
  - 経済学専攻（修士課程）
- 人間科学研究科
  - 心理臨床学専攻（修士課程）
- 工学研究科
  - 電子電気工学専攻（修士課程）
  - 情報処理工学専攻（修士課程）
  - 土木工学専攻（修士課程）
  - 建築学専攻（修士課程）
  - 機械工学専攻（修士課程）
  - 電子情報工学専攻（博士課程）
  - 設計生産工学専攻（博士課程）
  - 地域空間工学専攻（博士課程）
  - 生命工学専攻（博士前期課程・博士後期課程）

### 関連施設
- 安心安全防災教育研究センター
- グリーンサイエンス研究センター
- 福山大学生命工学部附属内海生物資源研究所
  - マリンバイオセンター水族館

## 関係者

### 学長
- 大塚豊 - 2021年（令和3年）4月就任。教育学者。

### 教員
- 田中秀征 - 客員教授
- 矢崎滋 - 客員教授
- 三村敏之 - 元広島東洋カープ監督、客員教授
- 青野篤子 - 心理学
- 平伸二 - 心理学
- 三宅幹子 - 心理学
- 橋本優花里 - 心理学
- 宇野勝次 - 薬学

### 元学長
- 牟田泰三 - 2007年（平成19年）10月就任。2010年(平成22年）5月末退任。物理学者。
- 松田文子 - 2010年（平成22年）6月就任。2021年（令和3年）3月末退任。心理学者。

### 元教員
- 井上直樹 - 経営学者、福知山公立大学教授
- 河合伊六 - 臨床心理学者
- 西田友是 - CG研究者
- 宮本又次 - 歴史学者

### 卒業生
- 的場千尋 - 元プロサッカー選手
- 大坪博和 - サッカー選手
- 今井大悟 - サッカー選手
- 中島康平 - サッカー選手
- 山﨑友輔 - プロ野球選手
- 中島尚樹 - ローカルタレント
- 日笠圭 - 俳優、写真家
- 長岡正芳 - 建築家
- 神谷政幸 - 政治家

## サークル活動・実績など
三蔵祭運営委員会 - 企画部・制作部・渉外部・広報部・管理部

### 文化系
- 管弦楽団
- 吹奏楽部
  - 第36回広島県吹奏楽コンクール大学の部初出場（銀賞）
  - 第39回広島県吹奏楽コンクール銀賞
- 華道部
- 茶道部
- 写真部
- 美術部
- お笑い研究会
- 三蔵太鼓を打つ会
- ロボット研究会
- 映画研究会
- 海洋生物研究会
- サブカルチャークラブ

他多数

### 体育系
- 硬式野球部 2020年 読売ジャイアンツ 育成ドラフト10位指名 山﨑友輔 (大学史上初)
- 陸上競技部
  - 第10回出雲全日本大学選抜駅伝競走大会出場
  - 第42回中国四国学生駅伝競走大会5位
  - 第51回中国四国学生駅伝競走大会2位
- 剣道部
  - 第47回広島女子学生剣道大会1,2,3位
  - 第48回広島女子学生剣道大会2,3位
- サッカー部
  - 第78回天皇杯全日本サッカー選手権大会出場
  - 第21回中国学生サッカーリーグ戦2位
  - 全広島サッカー選手権大会2007準優勝
- 漕艇部
  - 第16回芦田川レガッタ兼第5回アジア大会記念市長杯競漕大会優勝
- 空手道部
  - 中国空手道選手権大会3位
- 少林寺拳法部
- 柔道部
- 弓道部
- 卓球部
  - 第30回中国新人学生卓球選手権大会2位
- ソフトテニス部
- ゴルフ部
- 自転車部
- スキー部
- 二輪部
  - 第36回二輪車安全運転広島県大会高校生等の部優勝
  - 2017キャンパスオフロード西日本大会　優勝
  - 2017キャンパスオフロード全国大会　優勝

他多数

## 他大学との協定

### 国内大学
- 広島大学 - 2010年（平成22年）5月27日、大学間交流協定[9][10]。
- 神奈川大学 - 現在は廃止されている。

### 国外大学
協定校
- アメリカ合衆国
  - カリフォルニア大学リバーサイド校（UCR）（University of California Riverside）
- ブルガリア
  - ソフィア大学（Sofia University） - 2010年（平成22年）11月2日、学術交流協定[12]。
  - ヴェリコ・タルノヴォ大学（University of Veliko Turnovo）
- 中国
  - 対外経済貿易大学（University of International Business Economics）
  - 首都師範大学（Capital Normal University）
  - 貴州師範大学（Guizhou Normal University）
  - 中山大学外国語学院（Sun Yat-sen University）
  - 湖南大学（Hunan University）
  - 上海師範大学（Shanghai Normal University）
  - 天津科技大学（Tianjin University of Science & Technology）
  - 西安培華学院（Xi'an Peihua University）
  - 四川外語大学成都学院（Chengdu Institute Sichuan International Studies University）
  - 広東技術師範学院（Guangdong Polytechnic Normal University）
  - 凱里学院（Kaiki University）
  - 延辺大学（Yanbian University）
  - 山西師範大学（Shanxi Normal University）
  - 江西師範大学（Jiangxi Normal University）
  - 河北大学（HEBEI University）
- ベトナム
  - ベトナム国家農業大学（Vietnam National University of Agriculture）
  - ベトナム国家大学ホーチミン市校人文社会科学大学（Vietnam National University Hochiminh City University of Social Sciences And Humanities）
- インドネシア
  - ウダヤナ大学（Udayana University）

## 最寄駅
- JR山陽本線松永駅
  - 北口から徒歩3分ほどの場所にある専用の降車場から無料スクールバスに乗って15分ほどで到着。
  - JR山陽本線福山駅前から直通バス（有料・1乗車220円）が運行されていたが2024年3月31日(大学休業期間中のため実質的に2月14日)をもって運行終了[13]した。

## 不祥事
学友会サッカー部員を巡る大麻取締法違反容疑事件
2024年1月10日、広島県警福山西警察署は福山大学3年生の男Aを大麻取締法違反（所持）の疑いで逮捕した。逮捕容疑は2023年9月2日午後6時40分ごろ、福山市今津町のコンビニで乾燥大麻約1グラム（0.989グラム）を所持した疑いである。Aは10日に逮捕された際の尿検査で大麻の陽性反応が出た。2023年9月2日夜にコンビニ店内に落ちていたビニール袋入りの乾燥大麻を店員が見つけ、コンビニから「不審な落とし物がある」と福山西署が通報を受けて防犯カメラの映像などからAが浮上し逮捕に繋がった。
2024年1月11日午前、Aは福山大学学友会サッカー部員であることから、広島県警は福山大学内の部室（福山市東村町）を家宅捜索した。同日、福山大学学長が福山大学公式サイトに、本学の学生が2024年1月10日に大麻所持の容疑により逮捕されたことを認めお詫びを掲載した。警察の取り調べにAは「まちがいありません」と容疑を認めた。今回の事件を受けて、同11日から福山大学は学友会サッカー部員約120人全ての部員を対象に緊急聞き取り調査を開始した。
2024年1月12日、Aは送検された。
2024年1月23日、広島県警組織犯罪対策第三課や福山西署は、福山大学学友会サッカー部員で同大学2年生の男Bを大麻リキッドを譲渡の疑い（大麻取締法違反）で逮捕した。同年1月10日午前2時15分ごろ、Bは福山市内の自宅で、大麻成分の入った液体「大麻リキッド」約0.628グラムが入った容器1本をAに有償で譲り渡した疑いである。警察がAを逮捕する前にAの自宅を捜索したところ大麻リキッドを発見し、AがBの関与を供述したことからB逮捕に繋がった。また、乾燥大麻を所持したとして既に逮捕されていたAは大麻取締法違反（譲り受け）で再逮捕された。AとBは「間違いありません」と容疑を認めた。警察によるAのスマートフォン解析によりAとBはSNSで受け渡しの場所や金額についてやりとりしていたことが分かった。また、福山大学による学友会サッカー部員約120人聞き取りの際にBは関与を否定していた。Aはこれまでの警察の調べに対し「ほかにも複数が大麻を使用していた」と供述した。同23日、福山大学学長が福山大学公式サイトに、本学の学生が2024年1月23日に新たに大麻取締法違反の容疑で逮捕されたことを認め2回目のお詫びを掲載した。福山大学広報部長は「調査に強制力はなく、学校である以上、学生を信じるしかなかった」と取材で説明した。警察は大麻リキッドの入手ルートを含め詳しく調べた。
2024年1月25日朝、AとBは広島地方検察庁福山支部に送検された。福山大学が1月11日から学友会サッカー部の部員約120人から聞き取り調査を行ったが、大麻に関与したという話は出ていない。
2024年1月26日現在、福山大学学友会サッカー部は活動を自粛していて再開のめどは立っていない。
2024年1月31日、広島県警組織犯罪対策三課などは、福山大学学友会サッカー部で同大学4年生の男Cと3年生の男Dを大麻取締法違反（共同所持）の疑いで逮捕した。2024年1月10日午前2時半ごろ、福山市東村町の路上で大麻を若干量所持していた疑いである。既に逮捕されているAとBが「福山市内で（A、B、C、Dの）4人で大麻を吸った」と供述し、CとDの関与が発覚し逮捕に繋がった。Cは「（A、B、C、Dの）4人で大麻を吸った」と供述し、Dは「間違いありません」と容疑を認めている。今回の事件をめぐり福山大学は学友会サッカー部員約120人に聞き取り調査を行ったが、CとDは大麻への関与を否定していた。同31日、福山大学学長が福山大学公式サイトに、本学の学生が2024年1月31日に新たに大麻所持の容疑により逮捕されたことを認め3回目のお詫びを掲載した。また、ちょうどこの日は、福山大学は31日から2月1日、2日と3日間の日程で運動部を対象に薬物乱用防止研修の実施を始めた初日の真っ最中で、研修の冒頭で福山大学学長が「この研修をゼロからの再生の第一歩にしたい」と挨拶し、同大学薬学部薬学科石津隆教授による講義「薬物乱用防止研修 身近に迫る薬物の恐怖！」が行われ、学友会サッカー部や野球部などに所属する学生約60人が参加した。取材を受けた同大学学友会サッカー部キャプテン（3年生）は「自分たちが知らない薬物の怖さも教えてもらった。もしやっている人がいたら、それは駄目だと言える人間になる」と誓った。警察は引き続き、大麻の入手経路などの捜査を進めた。
同2024年1月31日、福山大学学友会サッカー部は、広島県学生サッカー連盟に天皇杯 JFA 全日本サッカー選手権大会広島県予選出場辞退を申し入れた。
2024年2月1日、CとDは送検された。捜査で、1月10日にBがAに大麻リキッドを譲渡した時間帯にCとDが合流し、路上で大麻をA、B、C、Dの4人で回して吸ったと明らかになった。警察は、4人が常習的に大麻を吸っていた可能性も視野に、4人で所持した大麻の特定や、すでに押収している大麻の入手ルートの解明を進めるとともに、ほかにも関わった学生などがいないか交友関係を捜査を進めた。
2024年2月9日、広島地検福山支部はCとDの2人（1月31日に逮捕）を処分保留で釈放した。捜査関係者によると、逮捕された4人のうち複数人が、1月10日未明に福山大キャンパスにほど近い福山市東村町の「路上で、たばこ状に包んだ乾燥大麻を4人で回して吸った」という趣旨の供述をした。また、広島地検福山支部はBも処分保留としており、広島県警は今後、任意で捜査を続けるとした。
2024年2月20日、広島県警は岡山県倉敷市の建設作業員の男Eを大麻取締法違反（譲渡）の疑いで逮捕した。2024年1月9日午後7時45分ごろ、Eは倉敷市新田のコンビニの駐車場で帰省中のAに乾燥大麻1グラムを4000円で譲り渡した疑いである。Aの供述などからEが浮上し逮捕に繋がった。EはAが大学進学する前の倉敷市の先輩と後輩の関係で、Aはこれまでの取り調べに「Eから大麻を譲り受けてほかの学生3人（B、C、D）と吸った」などと説明しており、広島県警は、1月9日にEがAに倉敷市で乾燥大麻を譲渡し、翌10日未明にA、B、C、Dの4人が福山市内の路上で大麻を紙に巻いた状態で回して吸ったとみている。Eは警察の取り調べに対し「（譲渡は）事実ではない」と供述して容疑を否認した。Aは起訴され、B、C、Dの3人は釈放されて在宅での捜査が続けられた。
2024年2月21日朝、Eは送検された。Aは2023年9月に福山市内で大麻を所持していた罪で起訴されているが、捜査関係者によるとその時に所持していた大麻はEから譲り受けたものではない可能性がある。警察は大麻の入手先などを捜査を進めた。また、同日、2024年2月14日付けでBは大麻取締法違反（譲り渡し）の罪で起訴、Aは大麻取締法違反（譲り受け）の罪で追起訴された、と報じられた。起訴状などによると2024年1月10日、Bが福山市内の自宅で大麻リキッド約0.628グラムを7000円の約束で受け渡し、Aが受け取った疑いである。
2024年2月27日、広島地方裁判所福山支部でAの初公判があり、「間違いありません」と起訴内容を認めた。検察は「Aは大学1年の冬から友人らとともに大麻を購入し使用していた」「2023年9月2日に福山市内のコンビニエンスストア付近で氏名不詳の密売人からチャック付きのプラスチック袋に入った大麻を購入してバッグに入れた」そして「その後、たばこを買おうとコンビニエンスストアに入って財布を取り出したところ大麻が入った袋を落とし、発見した店員が通報したことで発覚した」と述べた。弁護側は報道陣の取材に対し「すべての起訴が終わってないが争うつもりはない」と答えた。次の裁判は2024年3月22日に行われる予定。福山大学学友会サッカー部を巡り、関係者の間で困惑が広がった。
2024年2月28日、福山大学学長が福山大学公式サイトに「元サッカー部員による不祥事に対する大学としての対応」を掲載し説明した。大学は、A、B、C、Dの4人を学友会サッカー部から除名。AとBからの申し出を受けて2人を退学にした。福山大学学長より学友会サッカー部部長・監督・コーチに対して厳重注意が行われた。CとDは「関わりが周縁的」として、福山大学学生懲戒規程に基づき必要な処分としたが、内容は明らかにしていない。福山大学学長は「学生が起こしたことは誠に遺憾だが、考え得る最も妥当な方法で対処している。今後も全学生を対象に薬物乱用の抑止に努める」などとした。 
2024年2月29日、活動自粛中の福山大学学友会サッカー部は近日中の練習再開を目指す、と報じられた。
2024年3月1日、福山大学学長は、スポーツを含む学生の課外活動を司る学内の委員会がサッカー部の総意に基づき提出された活動再開の上申を審議し、可及的速やかに活動を再開させることが適切との判断を下した結果を受けて、学内での活動については3月4日からの再開を認めることとし、対外的な活動については関係諸団体の判断に委ねることとした。福山大学学友会サッカー部が所属する中国大学連盟事務局は4月下旬に開幕する中国大学リーグについて「連盟に参加を禁じる規定はない。大学側と協議していくことになる」とした。同日付けで、福山大学学友会サッカー部員3人A、B、Fは、2023年12月にAの自宅で乾燥大麻を若干量持っていたとして大麻取締法違反（共同所持）で送検された。
2024年3月4日、福山大学学友会サッカー部は活動再開した。
2024年3月12日までに福山区検察庁は、Eを麻薬特例法違反罪（譲り渡し）で略式起訴した。福山簡易裁判所は罰金20万円、追徴金4千円の略式命令を出し、Eは即日納付した。略式起訴と命令はいずれも11日付。
2024年3月13日付で広島地方検察庁福山支部は、福山大学学生Cと同じくDの2人をいずれも「情状全般を考慮した」として不起訴処分にした。
2024年3月22日、広島地方裁判所福山支部でAの公判があり、Aは起訴内容を認めた。検察の冒頭陳述によると、AはBに大麻が欲しい旨を元々伝えており、2014年1月8日にBから通信アプリLINEで大麻リキッドの購入を持ちかけられた。Aは一度、誘いを断ったが、Bから「値段は1万円を切る」と伝えられるとAはBに分割での購入を願い出て、1月10日にAはBから大麻リキッドを受け取った。次回公判は、4月26日予定。
2024年3月29日、中国大学サッカー連盟が福山大学学友会サッカー部を無期限の活動停止を検討していることが報じられた。
2024年4月1日、広島県警はA、Bと福山大学学生（犯行当時2年生）男F（犯行当時福山大学学友会サッカー部員）の3人を大麻取締法違反（共同所持）の疑いで書類送検した。広島県警組織犯罪対策3課によると、容疑は2023年12月10日午後7時半ごろ、3人は共謀して福山市内にあったAの自宅で乾燥大麻を若干量所持した疑い。3人は「売人から一緒に買った」と容疑を認めたうえで、「売人から買った大麻を紙たばこにして3人で回して吸った」などと供述したが、入手ルートは特定できなかった。警察は、福山大学学友会サッカー部に所属していたあわせて5人が大麻を使用していたと結論づけ、これまでの捜査で関与した学生の全容が明らかになったことから、この4月1日の書類送検をもって、一連の事件捜査を終えた。この4月1日の送検について福山大学の担当者は「全く把握しておらず、驚いている。連絡はなく、捜査を受けた学生（F）が誰なのかもわからない。部員であれば残念だが、部活をどうするかなどについても、現時点では対応のしようがない」と取材にコメントした。
2024年4月9日付けで広島地検福山支部は、2023年12月にAの自宅で乾燥大麻を若干量持っていたとして書類送検された福山大学学友会サッカー部員A、B、Fの3人について、「情状全般を考慮した」として不起訴処分とした。Aの公判は続いており、Bは大麻リキッドで起訴された公判が控えている。
2024年4月13日夜、中国大学サッカー連盟は理事会で処分案を決めた。処分は確定しておらず、今後、日本サッカー協会の裁定委員会が中国大学サッカー連盟の処分案を踏まえ最終決定する。処分が確定するまでは、中国大学サッカー連盟の公式戦に出場可能で、福山大学学友会サッカー部は4月28日開幕の中国大学リーグ1部にエントリーしている。
2024年4月19日、広島地方裁判所福山支部で大麻リキッドを譲渡したなどのBの初公判が行われた。Bは起訴内容を認め、検察側が懲役1年を求刑して即日結審した。Bは、「高校2年の時に地元の友人に誘われ、大麻を吸い始めた」「仲間と吸うことが多く、娯楽感覚だった」と述べた。検察はBは、「逮捕を免れるために大麻リキッドを川に捨てた」「高校2年生の頃から繰り返し大麻を入手・吸引していて、依存性があり、再犯のおそれもある」「他人に大麻リキッドを譲り渡して拡散するなど、規範意識が希薄だ」「地元の知人という大麻の購入元を明らかにしておらず、再犯の懸念もある」として懲役1年を求刑した。弁護側は「大麻の売買は初めてで、仲間内で行われたことなどから悪質ではない」「深い罪の意識があり反省している」「家族や大学に迷惑をかけたことを反省している」「医療機関の依存症外来に通い、専門家の指導を受けている」などと情状酌量を求めた。
Bは「自分のとった軽率な行動を非常に後悔しています。今後は、一切大麻と関わらないと誓います」と述べた。判決は4月26日予定。
2024年4月26日、広島地方裁判所福山支部（松本英男裁判官）はBに、「安易に興味本位から大麻を使用し始め、今回も初めてではなく大麻への親和性が認められる。求められるまま大麻を譲り渡しており、規範意識にも相当に問題がある」と指摘したうえで、「犯行を認めて今後は大麻を使用しないと述べて反省している」、母親による監督や、「反省の態度と更生の意欲を示し、21歳と若年で前科もない」ことなどから、懲役1年、執行猶予3年（求刑懲役1年）の有罪判決を言い渡した。同日、Aの裁判も開かれ、検察は「大学１年の頃から大麻の入手・吸引を繰り返し依存性が認められ、犯行に至った意思決定は非難に値する」「所持した量も決して少ないものではない」「規範意識が薄いと言わざるを得ない。猛省と再犯防止のため厳正な処罰が必要だ」として懲役1年を求刑した。判決は5月8日予定。
2024年5月8日、広島地方裁判所福山支部（松本英男裁判官）はAに、「所持していた大麻を紛失し、その時点で検挙のおそれを認識していたのに大麻リキッドを譲り受けの犯行に及んでいて、大麻に対する親和性が認められ、規範意識にも相当問題があり、刑事責任を軽くみることはできない」と指摘したうえで、「被告は犯行を素直に認め、事の重大性を理解し、反省の態度と更生の意欲を示している」などとして懲役1年、執行猶予3年（求刑懲役1年）の判決を言い渡した。
2024年8月19日付けで一般財団法人全日本大学サッカー連盟（東京）は、福山大学学友会サッカー部を公式戦1試合の出場停止処分に科した。学友会サッカー部は天皇杯全日本選手権の大学予選出場を辞退しており、連盟は通知でその予選の出場辞退をもって「処分を科したものとみなす」とした。学友会サッカー部は2024年1月から4月にかけて、大麻を所持したなどとして大麻取締法違反容疑で部員4人が逮捕、1人が書類送検された（合計部員5人）。うち2人はいずれも懲役1年、執行猶予3年の判決が確定し、残る3人は不起訴処分となっている（起訴された2人は退学済み）。 福山大学学長は、今回の連盟からの処分で、本事件発生当時、本学並びに本学学友会サッカー部において「遵法精神やコンプライアンス意識の著しい⽋如があった」との指摘もあり、かかる指摘について大変重く受け止めている。また、今回の連盟からの通知で評価されているとおり、本学及び本学学友会サッカー部においては、本件発覚後、様々な再発防止策を講じており、今後も定期的に全学生への指導を行うことで、コンプライアンス意識の醸成及び徹底に努めていく、とした。今回の連盟からの通知は不服申立ができない旨の記載があり、本事件について、今回の通知をもって、最終的かつ完全に終結したことになる、と福山大学学長は2024年8月21日に福山大学公式サイトで表明した。